# Otto Janka
Otto Janka (4. února 1930, Praha – 28. srpna 2009, tamtéž) byl český skaut, spisovatel, scenárista a publicista.

## Život
Otto Janka se stal skautem v roce 1943, když si ho v pražském Klubu českých turistů vybrali vedoucí ilegálního skautského vodního oddílu. Během Pražského povstání působil jako spojka a obdržel Junácký kříž Za vlast. Po komunistickém převratu a zákazu skautingu byl opět členem ilegální skautské skupiny, po jejímž prozrazení se jeho jméno podařilo utajit.
Vystudoval ekonomii a stal se vedoucím ekonomického úseku Národního muzea v Praze. Zasloužil se o záchranu zámku ve Vrchotových Janovicích, neboť zámek doporučil v 50. letech 20. století k převzetí Národním muzeem, které zámek následně opravilo. Působil také jako redaktor v Československém rozhlase. Zúčastnil se dvou velkých přírodovědeckých expedic Národního muzea – do Anatolie a íránského Balúčistánu.
V roce 1968 v období pražského jara se zasloužil o obnovu skautského hnutí a v roce 1970 byl vyznamenán Junáckou medailí díků. Po opětovném zákazu skautingu jej pak znovu pomáhal obnovovat v roce 1990.
Publikovat začal v časopisech. Napsal na dvacet rozhlasových her a dramatických pásem (zejména o slavných lidech minulosti), pět televizních scénářů a přes dvě desítky knih (dobrodružné příběhy pro mládež, historické práce a sborníky, beletrizující životopisy, některé i o významných skautech).

## Dílo

### Publicistika
- Třináct z Národního muzea (1971), postřehy o čase, který třináctkrát zůstal stát.
- Za Skleněnou horou (1977), reportáže z druhé přírodovědecké expedice Národního muzea v Praze do Íránu v roce 1973.
- Poušť jde za tvým stádem (1983), reportáže z třetí přírodovědecké expedice Národního muzea v Praze do Íránu v roce 1977.
- Rilke, Kraus a Vrchotovy Janovice (1985), studie.
- Historie vodní Dvojky 1943–1993 (1993), historie Jankova skautského vodního oddílu.
- Malíř Českého Meránu Karel Chaba (2008), monografie o malíři Karlu Chabovi (1925–2009).

### Beletrie
- Melodie proti Siouxům (1982), dobrodružný román pro mládež, příběh Čecha Ludvíka Preglera, který se díky svým romantickým představám nechal naverbovat do americké armády a stal se svědkem bitvy u Little Bighornu.
- Zloděj snů (1984), dobrodružný životopisný román pro mládež, příběh českého cestovatele a malíře amerického Západu Bohuslava Kroupy (1828–1912).
- Amulet Siouxů (1987), dobrodružný román pro mládež o Čechovi Liboru Schlesingerovi, který byl jedním z předních účastníků revolučních bojů v roce 1848 a který proto po porážce revoluce odjel do Ameriky v době probíhajících indiánských válek.
- Rytíř na kajaku (1988), příběh pro mládež o rytíři Janu Zachařovi z Pašiněvsi ze 16. století, který si z cest po severní Evropě přivezl eskymácký kajak, který používal k rybolovu. Kajak se dokonce dostal i do jeho erbu.
- Let plachého čaroděje (1989), dobrodružný román pro mládež, příběh českého cestovatele Jana Viléma Helfera (1810–1840), který tragicky zahynul na Andamanských ostrovech při útoku domorodců.
- Jsem Sioux! (1990), společné vydání dvou autorových dobrodružných příběhů pro mládež (Melodie proti Siouxům a Amulet Siouxů) o českých krajanech, kteří se dostali do indiánských válek v Severní Americe.
- Byl jsem tady – Pérák (1991), příběh pro mládež o klukovi, který přeskakoval domy.
- Tábor nad vodopády (1994), dobrodružný román pro mládež, společně s Jaroslavem Novákem.
- Odvedu tě k Siuxům (1995), dobrodružný román pro mládež.
- Černá je řeka legionářů (1995), příběh Jana Ryšavého z Prahy, který se jako příslušník Cizinecké legie zúčastnil války o Francouzskou Indočínu v letech 1949–1954.
- Generál Stanovský (1997), příběh legionáře, letce a generála Viléma Stanovského odsouzeného roku 1951 neprávem na sedmnáct let odnětí svobody (propuštěn byl roku 1960).
- Nádherná Sidonie (1998), příběh poslední šlechtické majitelky zámku Vrchotovy Janovice baronky Sidonie Nádherné z Borutína (1885–1950).
- Vodní skaut, který nám spadl z Marsu (1999), příběh sportovce a funkcionáře Josefa Rösslera-Ořovského.
- Příběhy psané pádlem na řece (2000), příběhy vodních skautů.
- Češi v cizinecké legii (2000), portréty českých příslušníků Cizinecké legie.
- Bratr Radomír Kadlec Bernard (2000), útržky příběhu českého skauta Radomíra Bernarda Kadlece (1915–2003), který se stal misionářem v Západní Indii.
- Příběhy českých cestovatelů zapomenutých i nezapomenutelných (2001, životopisy českých cestovatelů od počátku 14. století do současnosti.
- Bernard od Šíleného koně (2002), přepracovaný příběh českého skauta Radomíra Bernarda Kadlece.
- Stopy vedou k Bobří řece (2002), dva příběhy českých skautů – Jaroslava Foglara a Radomíra Bernarda Kadlece.
- Příběh Jaroslava Spirhanzla (2009), životopisný příběh českého zemědělského inženýra, spisovatele a malíře Jaroslava Spirhanzla-Duriše (1889–1960).
- Čas skautů (2009), sborník věnovaný dvaceti význačným postavám skautského hnutí od jeho počátků (např. Robert Baden-Powell, Ernest Thompson Seton, Antonín Benjamin Svojsík, Josef Rössler-Ořovský a další).